# Puerto La Cruz
Puerto La Cruz is een havenstad in de deelstaat Anzoátegui in het noordoosten van Venezuela. De stad telt 112.000 inwoners en met een oppervlakte van 244 km² heeft het een bevolkingsdichtheid van 458 inwoners per vierkante kilometer. De stad is via snelwegen verbonden met de hoofdstad van de deelstaat, Barcelona, met Lechería en met Guanta. In Puerto La Cruz staat het Estadio José Antonio Anzoátegui, een voetbalstadion waar het Venezolaans voetbalelftal regelmatig wedstrijden speelt en de thuishaven van voetbalclub Deportivo Anzoátegui.